# Арцрунит
Арцрунит — редкий минерал, мало изучен и сомнителен, возможно, представляет собой смесь. По составу двойная соль, состоящая из сульфатов и хлоридов свинца и меди. Минерал назван в честь профессора минералогии Андрея Еремеевича Арцруни.
Арцрунит встречен в виде скоплений игольчатых кристаллов, иногда образует тонковолокнистые агрегаты на куприте, малахите и брошантите. Встречается в зоне окисления медных месторождений Заира (Ликази), Чили (Чаллаколло) и др. 